# Лесные кенгуру
Лесные кенгуру (лат. Dorcopsulus) — род сумчатых млекопитающих семейства кенгуровых. Включает 2 вида, проживающих на острове Новая Гвинея.

## Образ жизни
Эти кенгуру населяют горные леса на высоте 800—3100 м (D. vanheurni) и 1000—1800 м (D. macleayi). Первые, видимо, активны ночью, а вторые в любое время суток. D. macleayi, как сообщается, любит фрукты и листья фикуса и других деревьев.

## Описание
Длина тела с головой 315—460 мм, длина хвоста 225—402 мм, масса тела 1500—3400 г.
Оба вида тёмно-серо-коричневые сверху, с тёмными знаками над бёдрами и светло-коричнево-серые на нижних частях тела. Подбородок, губы, и горло беловатые. Шерсть длинная, густая, мягкая и тонкая. Хвост равномерно покрыт волосами, от заключительной четверти до половины хвост обнажённый с малым белым кончиком. Самки имеют четыре молочные железы и хорошо развитую сумку, которая открывается впереди. От кустарниковых кенгуру (Dorcopsis) лесные кенгуру отличаются меньшими размерами, у них плотнее мех и бо́льшая часть хвоста голая.

## Виды
- Dorcopsulus vanheurni — Горный кустарниковый кенгуру
- Dorcopsulus macleayi — Кенгуру Маклея